# Carlos II (Carreño)
Carlos II es un cuadro del artista español Juan Carreño de Miranda, de hacia 1680. Está pintado al óleo sobre lienzo y se conserva en el Museo del Prado (Madrid). Es uno de los diversos retratos que el artista realizó del rey Carlos II de España en su calidad de pintor de cámara del rey.

## Historia
Se desconoce el año exacto en el que el cuadro fue pintado. Tradicionalmente ha sido considerado uno de los últimos retratos del rey realizados por Carreño y ha sido fechado hacia 1685, año de la muerte del pintor. No obstante, el Museo del Prado lo data hacia 1680 basándose en la edad que el rey representa en comparación con otro de sus retratos pintado por Carreño, Carlos II como gran maestre de la Orden del Toisón de Oro (Colección Harrach), datado antes de agosto de 1677.
El cuadro procede de la colección real. Perteneció a la reina Mariana de Neoburgo, esposa de Carlos II, y consta que se encontraba en el Palacio Real de La Granja en 1741. Allí continuó hasta su ingreso en el Museo del Prado en el siglo XIX.
Es un cuadro que ha sido copiado desde antiguo varias veces y se conservan copias de él en el Museo Lázaro Galdiano, el Instituto Valencia de Don Juan y en varias colecciones más.

## Análisis de la obra
Carreño fue nombrado pintor de cámara del rey de España el año 1671. En su calidad de tal tenía la responsabilidad de pintar los retratos del rey, de los que se conservan numerosos ejemplos hasta 1685, año en que falleció. En su etapa como pintor de cámara creó una tipología propia de retratos reales, diferente de la realizada por sus antecesores, utilizando la mayoría de las veces el Salón de los Espejos o Salón Nuevo del Alcázar de Madrid como escenario del retrato. Los espejos del salón adornados con águilas y las mesas sostenidas por leones de bronce dorado servían como acompañamiento simbólico y alegórico de la realeza. Pero, aparte de los retratos reales propios de esta tipología, Carreño realizó algunos otros en los cuales enlazaba de manera más cercana con el trabajo de los pintores de cámara que le precedieron, y en especial con Velázquez.
El Carlos II de Carreño sigue el modelo de retrato de medio cuerpo de Felipe IV en su mediana edad que pintó Velázquez en sus años finales, del que se conocen dos ejemplares autógrafos: uno conservado en el Museo del Prado de Madrid, y el otro en la National Gallery de Londres. De ellos se derivaron un gran número de versiones y se convirtieron en la imagen oficial del final del reinado de Felipe IV. Son retratos de marcada austeridad, pintados en un gama cromática reducida, básicamente negro y gris, y con una composición pensada para dirigir la atención hacia el rostro. Se retrata al rey vestido con un traje negro, de tres cuartos, sin más símbolos de majestad real que su propia persona y, en el caso del ejemplar de Londres, el Toisón de Oro colgando de una cadena.
Como en el caso de los dos retratos de Velázquez, el de Carreño muestra al rey de medio cuerpo, vestido de negro, destacándose sobre un fondo oscuro, con el Toisón de Oro en una cadena, y en este caso con la novedad de la empuñadura de la espada, que proporciona un toque de luz a la parte inferior del cuadro, además de la insinuación de un cortinaje apenas perceptible en la esquina superior izquierda del lienzo. Al igual que en los dos retratos de Velázquez, algunos historiadores del arte han leído una expresión de melancolía, tristeza o cansancio en el rostro del Carlos II de Carreño. No obstante, otros historiadores del arte recuerdan que la expresión facial inexpresiva o distante en los retratos reales era consecuencia del ideal de impasibilidad que el rey debía mostrar en todo momento, cosa que en algunos de ellos puede ser interpretada de otra manera. Se ha señalado también que el retrato trasluce un no disumulado afecto de Carreño hacia la persona de Carlos II.
El cuadro muestra, como otras obras de Carreño, la influencia de Van Dyck y de la pintura veneciana, muy representados en la colección real. La influencia veneciana es especialmente clara en los reflejos de las telas y en el brillo de los metales. Pero la influencia principal sigue siendo la de Velázquez, no solo por la tipología del retrato sino también por la práctica de aplicar diferentes acabados en diversas partes del cuadro en función de las necesidades expresivas. El rostro y el cabello tiene un grado de acabado mucho más detallado que la vestimenta y los pocos adornos que incorpora, como el Toisón de Oro, cuya cadena se representa como una sucesión de brillos dorados. Las mangas están sugeridas, más que construidas, por medio de pinceladas largas y vigorosas. Aunque la práctica de aplicar diferentes acabados a diversas zonas de la obra es común a Velázquez y a Carreño, la comparación en la forma de hacerlo también muestra sus diferencias, presentando la pincelada de Carreño un grado menor de control y tendiendo a sugerir donde la pincelada de Velázquez era a la vez «expresiva, descriptiva y estructural». En cualquier caso el cuadro muestra las características del estilo personal de Carreño en un grado altísimo de perfección y seguridad.

## Dibujo preparatorio en la Real Academia de Bellas Artes de San Fernando

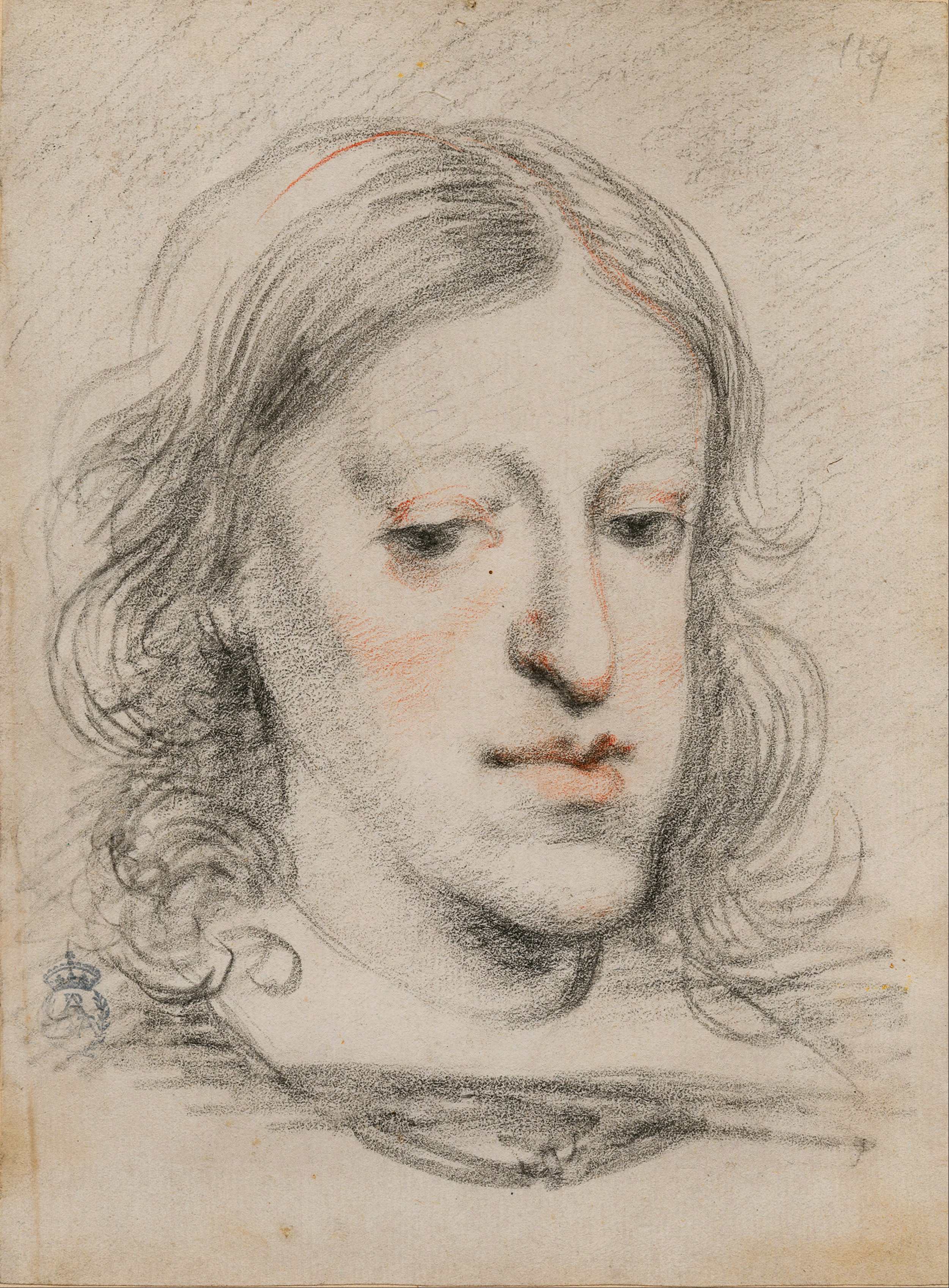
Retrato de Carlos II, hacia 1680-1685, lápiz negro y sanguina sobre papel verjurado agarbanzado muy claro, 198 x 147 mm, Real Academia de Bellas Artes de San Fernando, Madrid

Se conserva en la Real Academia de Bellas Artes de San Fernando un soberbio dibujo preparatorio de Carreño para el Carlos II del Prado, cuya inmediatez ha hecho suponer que fue tomado del natural. Se trata de uno de los dibujos más tardíos cronológicamente de Carreño y el único que de forma segura documenta su actividad como retratista.
El dibujo está construido en torno a la mirada lánguida del rey. Su prominente mandíbula, propia de muchos miembros de la Casa de Austria, se ha difuminado gracias al uso de un suave sfumato, como también hizo en el cuadro por medio de sombras, y los cabellos se representan con trazos amplios y ondulantes.
Además del lápiz negro, Carreño ha utilizado la sanguina para dar color en los labios y en las mejillas, en el perfil de la nariz, en los párpados y en la raya del pelo. Al actuar así, gracias a su maestría en el uso de los lápices, consigue dulcificar los rasgos del rey y envolverle en una atmósfera vaporosa.
El dibujo y el cuadro, si se comparan, muestran importantes paralelismos en el modo de trabajar de Carreño, anticipando el dibujo algunas de las futuras soluciones pictóricas. Por ejemplo, determinados efectos cromáticos obtenidos en ciertas zonas del dibujo por la combinación del lápiz negro y de la sanguina se trasladan a las zonas equivalentes del lienzo en una combinación de tonos oscuros con otros rosáceos, como los empleados para definir los labios o los párpados.  Además de la ya mencionada suavización del pronunciado prognatismo del rey, Carreño une sutilmente tanto en el dibujo como en el cuadro la línea de las cejas y la nariz, y aplica leves sombras entre el mentón y el labio inferior, en la sien derecha y en la parte superior del pómulo. Estos paralelismos muestran que Carreño ensayaba los efectos cromáticos y de luz y sombra que luego iba a aplicar en sus cuadros con el uso de los lápices en el dibujo, utilizándolos como si de pinceles se tratara.